# Paroeme murphyi
Paroeme murphyi är en skalbaggsart som beskrevs av Karl Adlbauer 2007. Paroeme murphyi ingår i släktet Paroeme och familjen långhorningar.
Artens utbredningsområde är Malawi. Inga underarter finns listade i Catalogue of Life.